# اچ‌ام‌اس ریون (۱۸۸۲)
اچ‌ام‌اس ریون (۱۸۸۲) (به انگلیسی: HMS Raven (1882)) یک کشتی بود که طول آن ۱۲۵ فوت (۳۸٫۱ متر) بود. این کشتی در سال ۱۸۸۲ ساخته شد.